# Jorge Zavala
Jorge Zavala Baquerizo (Guayaquil, 13 de mayo de 1922-Ibídem, 9 de mayo de 2014) fue un político, abogado y catedrático universitario ecuatoriano. Fue vicepresidente de la República de Ecuador.

## Biografía

### Primeros años
Nació en el barrio Las Peñas de la ciudad de Guayaquil, Ecuador, el 13 de mayo de 1922. Sus padres fueron el empleado público Oswaldo Zavala Arbaíza y la maestra municipal Ana Cristina Baquerizo. Obtuvo el título de abogado en el grado de Doctor en Jurisprudencia en 1946. Cuatro años más tarde ejerció la su profesión como penalista.

### Docencia
Comenzó como maestro catedrático de práctica penal y de procedimiento penal a partir de 1962 en la Facultad de Jurisprudencia de la Universidad de Guayaquil.
Fue el fundador y primer rector de la Universidad Laica Vicente Rocafuerte en 1961. Sobre su vida como docente, fue maestro de la Universidad de Guayaquil y la Universidad Católica de Santiago de Guayaquil durante 40 años.
También presidió el Colegio de Abogados de Guayaquil, siendo reelegido en 1964.

### Política
En su vida política llegó a ser miembro del Partido Liberal Radical desde 1940, hasta que en 1983 se unió a la Izquierda Democrática.
Ocupó el cargo de diputado para la provincia del Guayas entre 1956 a 1958, y formó parte de la oposición al gobierno de Camilo Ponce Enríquez. Fue Diputado Nacional de 1984 a 1988 durante el cual fue el presidente del Congreso Nacional en 1987 y en 1998 ocupó el cargo de presidente de la Comisión de Legislación y Codificación del Congreso.
Se encargó de la Asesoría Jurídica de la Municipalidad durante las alcaldías del Dr. Otto Quintero Rumbea en 1961 y Assad Bucaram en 1963.
Fue vicepresidente de la República del Ecuador en 1968, como parte del Partido Liberal Radical ocupando el cargo en la última presidencia del mandatario electo y opositor político irreconciliable José María Velasco Ibarra al obtener mayor cantidad de votos que el candidato velasquista Víctor Hugo Sicouret Pazmiño, y, sin embargo ocupó el cargo de vicepresidente hasta 1970, cuando el presidente se declaró dictador de la nación.

### Publicaciones y premios

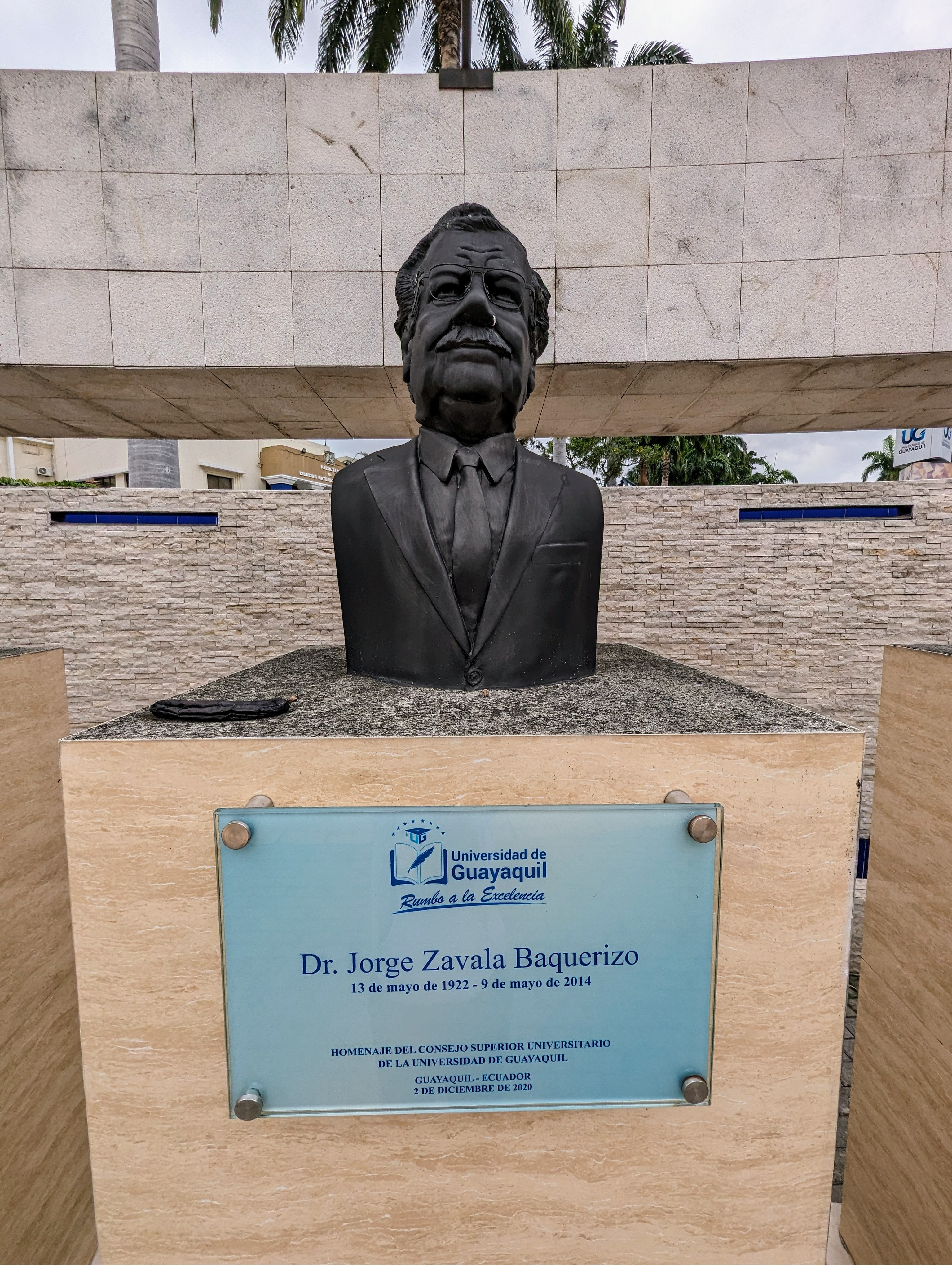
Busto de Jorge Zavala Baquerizo en la Universidad de Guayaquil.

Fue autor de varias publicaciones jurídicas y principalmente del tema penal, entre sus publicaciones destacan «El Proceso Penal Ecuatoriano» (siete tomos), «El proceso penal», «Delitos contra la propiedad» (tres ediciones), «Delitos contra la fe pública», «Delitos contra las personas», «Alegatos Penales» (1981), «La Victimiologia» (folleto), «La entrega del cheque sin provisión de fondos» (1973), «Los delitos contra las personas: el aborto», «Tratado de derecho procesal penal» y «La pena». Obtuvo una serie de condecoraciones, recibiendo en cuatro ocasiones el Premio al Mérito Científico en 1966, 1977, 1984 y 1986 otorgado por la Municipalidad de Guayaquil, también recibió condecoraciones del Congreso Nacional, la Universidad de Guayaquil, la Sociedad Internacional de Criminología, la Asociación Internacional de Derecho Penal. El Gobierno le otorgó la Gran Cruz de la Orden Nacional al Mérito en 1992.

### Muerte
Falleció de una afección cardíaca a las 23:30 del 9 de mayo de 2014 en la ciudad de Guayaquil, a la edad de 91 años.